# 圣马丁迪利梅
圣马丹迪利梅（法語：Saint-Martin-du-Limet，法語發音：[sɛ̃ maʁtɛ̃ dy limɛ]）是法国马耶讷省的一个市镇，位于该省西南部，属于贡捷堡区。

## 地理
圣马丹迪利梅（47°48'55"N, 1°1'15"W）面积12.36 平方千米，位于法国卢瓦尔河地区大区马耶讷省，该省份为法国西北部内陆省份，北起芒什省和奧恩省，西接伊勒-维莱讷省，南至曼恩-卢瓦尔省，东临萨尔特省。
与圣马丹迪利梅接壤的市镇（或旧市镇、城区）包括：布尚莱克朗、尼亚夫勒、勒纳泽、圣萨蒂南迪利梅、拉塞勒克拉奈斯。
圣马丹迪利梅的时区为UTC+01:00、UTC+02:00（夏令时）。

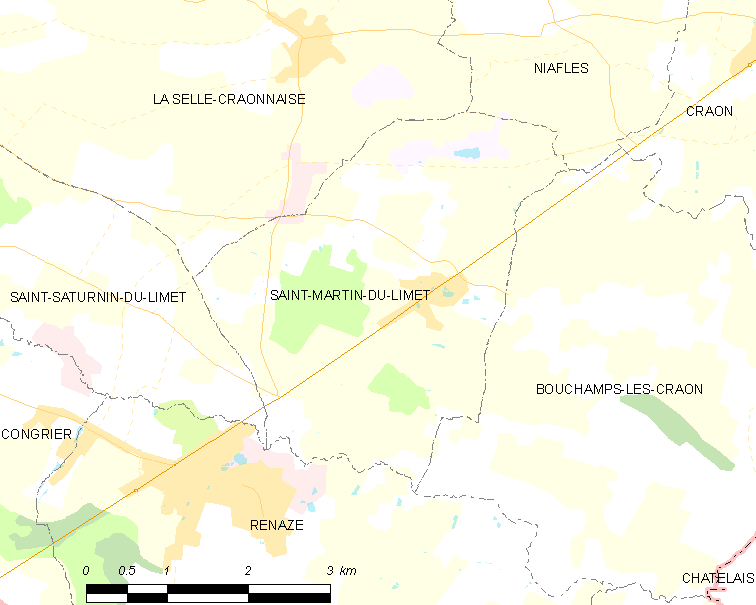
圣马丹迪利梅的OSM定位图

## 行政
圣马丹迪利梅的邮政编码为53800，INSEE市镇编码为53240。

## 政治
圣马丹迪利梅所属的省级选区为科塞勒维维安县。

## 人口

1962-2008年间圣马丹迪利梅人口变化图示

圣马丹迪利梅于2022年1月1日时的人口数量为425人。